# Pinkin de Corozal 2012
Questa voce raccoglie le informazioni riguardanti le Pinkin de Corozal nelle competizioni ufficiali della stagione 2012.

## Organigramma societario
Area direttiva
- Presidente: Wilmer Rodríguez

Area tecnica
- Primo allenatore: Juan Carlos Nuñez

## Rosa
| N° | Nome               | Ruolo | Data di nascita   | Nazionalità sportiva |
| -- | ------------------ | ----- | ----------------- | -------------------- |
| 2  | Shara Venegas      | L     | 18 settembre 1992 | Porto Rico           |
| 3  | Marisel Rabell     | P     | 15 marzo 1986     | Porto Rico           |
| 4  | Vilmarie Mojica    | P     | 13 agosto 1985    | Porto Rico           |
| 5  | Vanessa Vélez      | S     | 29 agosto 1986    | Porto Rico           |
| 6  | Wendy Colón        | P     | -                 | Porto Rico           |
| 9  | Jessica Candelario | C     | 2 novembre 1987   | Porto Rico           |
| 10 | Darangelyss Yantín | S     | 8 luglio 1985     | Porto Rico           |
| 11 | Nomaris Vélez      | L     | 11 giugno 1993    | Porto Rico           |
| 12 | Gelymar Rodríguez  | S     | 26 giugno 1992    | Porto Rico           |
| 14 | Shonda Cole        | S/O   | 21 giugno 1985    | Stati Uniti          |
| 15 | Jonnalys Matos     | C     | 17 agosto 1991    | Porto Rico           |
| 16 | Génesis Collazo    | S/O   | 4 ottobre 1992    | Porto Rico           |
| 17 | Julie Rubenstein   | S     | 9 aprile 1987     | Stati Uniti          |
| 18 | Ashley Benson      | C     | 20 febbraio 1989  | Stati Uniti          |